# Cantonul Marseille-Les Cinq-Avenues
Cantonul Marseille-Les Cinq-Avenues este un canton din arondismentul Marseille, departamentul Bouches-du-Rhône, regiunea Provence-Alpes-Côte d'Azur, Franța.